# Калигара, Фабрицио
Фабрицио Калигара (итал. Fabrizio Caligara; род. 12 апреля 2000 года, Боргоманеро, Италия) — итальянский футболист, полузащитник клуба «Сассуоло», выступающий на правах аренды за клуб «Салернитана».

## Карьера
Футболом Калигара начал заниматься в академии «Интернационале», откуда через «Про Верчелли» попал в академию «Ювентуса». 12 сентября 2017 года дебютировал за «старую синьору» в поединке Лиги чемпионов против «Барселоны», выйдя на замену на 87-й минуте вместо Гонсало Игуаина.
Также Калигара являлся игроком юношеских сборных Италии. Принимал участие в чемпионате Европы 2017 года среди юношей до 17 лет, где провёл на поле две встречи и не смог помочь своей сборной выйти из группы.